# Red Bull Powertrains
Red Bull Powertrains – oddział Red Bull Racing, dostawca silników w Formule 1 dla zespołów Red Bull Racing i Racing Bulls od sezonu 2022.

## Historia
W sezonie 2018 Honda rozpoczęła dostarczanie silników Toro Rosso (później AlphaTauri), zaś rok później Red Bullowi. W październiku 2020 roku japoński koncern ogłosił wycofanie się z Formuły 1 po sezonie 2021. Wśród powodów tej decyzji podano koncentrację na elektryfikacji samochodów drogowych oraz rozczarowujące wyniki Red Bulla.
W tej sytuacji Red Bull nie zdecydował się na zmianę dostawcy jednostek napędowych. Zamiast tego 15 lutego 2021 roku utworzył spółkę nazwaną Red Bull Powertrains, co było krokiem umożliwiającym używanie przez Red Bulla i AlphaTauri jednostek Hondy po sezonie 2021. Siedziba dywizji znajduje się w Milton Keynes, mimo to w 2022 roku silniki są budowane w siedzibie Hondy w Sakurze. Dyrektorem technicznym Red Bull Powertrains został Ben Hodgkinson, wcześniej pracujący w Mercedes AMG High Performance Powertrains. Ponadto pozyskano innych pracowników Mercedes HPP, jak Steve Blewett, Omid Mostaghimi, Pip Clode i Anton Mayo. W październiku 2021 roku Red Bull i Honda ustaliły, iż w 2022 roku japoński koncern będzie nadal rozwijać silnik, a w tym okresie ponadto część pracowników sekcji silnikowej Hondy przejdzie do Red Bull Powertrains.
W styczniu 2022 roku Honda unieważniła dotychczasową umowę z Red Bullem i zobowiązała się kontynuować produkcję jednostek napędowych pod szyldem Red Bulla do 2025 roku.
Od 2022 roku z jednostek Red Bull Powertrains korzystają Red Bull i AlphaTauri. W 2022 roku jednostki te były oznaczone jako RBPT, a w 2023 roku jako Honda RBPT.

## Wyniki
| Legenda oznaczeń w tabelach wyników Wyświetl szablon na nowej stronie | Legenda oznaczeń w tabelach wyników Wyświetl szablon na nowej stronie                                                                     |
| Oznaczenie                                                            | Wyjaśnienie |
| --------------------------------------------------------------------- | --- |
| Złoty                                                                 | Zwycięzca lub mistrzostwo |
| Srebrny                                                               | 2. miejsce lub wicemistrzostwo |
| Brązowy                                                               | 3. miejsce lub II wicemistrzostwo |
| Zielony                                                               | Ukończył, punktował (w klasyfikacji generalnej, gdy zdobył co najmniej jeden punkt na przestrzeni sezonu, poza trzema powyższymi opcjami) |
| Niebieski                                                             | Ukończył, nie punktował (w klasyfikacji generalnej, gdy nie zdobył co najmniej jednego punktu na przestrzeni sezonu)                      |
| Czerwony                                                              | Nie zakwalifikował się (NZ) |
| Czerwony                                                              | Nie prekwalifikował się (NPK) |
| Różowy                                                                | Nie ukończył (NU) |
| Różowy                                                                | Niesklasyfikowany (NS) (w klasyfikacji generalnej, gdy nie został sklasyfikowany w żadnym wyścigu sezonu)                                 |
| Czarny                                                                | Zdyskwalifikowany (DK) |
| Czarny                                                                | Wykluczony (WYK/EX) |
| Biały                                                                 | Nie wystartował (NW) |
| Biały                                                                 | Kontuzjowany (K/INJ) |
| Biały                                                                 | Wyścig odwołany (OD/C) |
| Bez koloru                                                            | Został wycofany (WYC/WD) |
| Bez koloru                                                            | Nie przybył (NP/DNA) |
| Bez koloru                                                            | Nie brał udziału w treningach (NT/DNP) |
| Bez koloru                                                            | Nie został zgłoszony (–) |
| Pogrubienie                                                           | Start z pole position |
| Kursywa                                                               | Najszybsze okrążenie wyścigu |
| †                                                                     | Nie ukończył, ale jego rezultat został zaliczony ze względu na przejechanie więcej niż 90% dystansu wyścigu.                              |
| *                                                                     | Sezon w trakcie |
| 1/2/3                                                                 | Punktowana pozycja w sprincie |
| Lista systemów punktacji Formuły 1                                    | |

| Sezon | Konstruktor  | Kierowcy         | Wyniki w poszczególnych eliminacjach | Wyniki w poszczególnych eliminacjach | Wyniki w poszczególnych eliminacjach | Wyniki w poszczególnych eliminacjach | Wyniki w poszczególnych eliminacjach | Wyniki w poszczególnych eliminacjach | Wyniki w poszczególnych eliminacjach | Wyniki w poszczególnych eliminacjach | Wyniki w poszczególnych eliminacjach | Wyniki w poszczególnych eliminacjach | Wyniki w poszczególnych eliminacjach | Wyniki w poszczególnych eliminacjach | Wyniki w poszczególnych eliminacjach | Wyniki w poszczególnych eliminacjach | Wyniki w poszczególnych eliminacjach | Wyniki w poszczególnych eliminacjach | Wyniki w poszczególnych eliminacjach | Wyniki w poszczególnych eliminacjach | Wyniki w poszczególnych eliminacjach | Wyniki w poszczególnych eliminacjach | Wyniki w poszczególnych eliminacjach | Wyniki w poszczególnych eliminacjach | Wyniki w poszczególnych eliminacjach | Wyniki w poszczególnych eliminacjach | Wyniki kierowców | Wyniki kierowców | Wyniki konstruktora | Wyniki konstruktora |
| 2022  |              |                  | Bahrajn                              | Arabia Saudyjska                     | Australia                            | Emilia-Romania                       | Stany Zjednoczone                    | Hiszpania                            | Monako                               | Azerbejdżan                          | Kanada                               | Wielka Brytania                      | Austria                              | Francja                              | Węgry                                | Belgia                               | Holandia                             | Włochy                               | Singapur                             | Japonia                              | Stany Zjednoczone                    | Meksyk                               |                                      |                                      |                                      |                                      | Pkt.             | Msc.             | Pkt.                | Msc.                |
| ----- | ------------ | ---------------- | ------------------------------------ | ------------------------------------ | ------------------------------------ | ------------------------------------ | ------------------------------------ | ------------------------------------ | ------------------------------------ | ------------------------------------ | ------------------------------------ | ------------------------------------ | ------------------------------------ | ------------------------------------ | ------------------------------------ | ------------------------------------ | ------------------------------------ | ------------------------------------ | ------------------------------------ | ------------------------------------ | ------------------------------------ | ------------------------------------ | ------------------------------------ | ------------------------------------ | ------------------------------------ | ------------------------------------ | ---------------- | ---------------- | ------------------- | ------------------- |
| 2022  | Red Bull     | Max Verstappen   | 19                                   | 1                                    | NU                                   | 1                                    | 1                                    | 1                                    | 3                                    | 1                                    | 1                                    | 7                                    | 2                                    | 1                                    | 1                                    | 1                                    | 1                                    | 1                                    | 7                                    | 1                                    | 1                                    | 1                                    | 6                                    | 1                                    |                                      |                                      | 454              | 1                | 759                 | 1                   |
| 2022  | Red Bull     | Sergio Pérez     | 18                                   | 4                                    | 2                                    | 2                                    | 4                                    | 2                                    | 1                                    | 2                                    | NU                                   | 2                                    | NU                                   | 4                                    | 5                                    | 2                                    | 5                                    | 6                                    | 1                                    | 2                                    | 4                                    | 3                                    | 7                                    | 3                                    |                                      |                                      | 305              | 3                | 759                 | 1                   |
| 2022  | AlphaTauri   | Pierre Gasly     | NU                                   | 8                                    | 9                                    | 12                                   | NU                                   | 13                                   | 11                                   | 5                                    | 14                                   | NU                                   | 15                                   | 12                                   | 12                                   | 9                                    | 11                                   | 8                                    | 10                                   | 18                                   | 14                                   | 11                                   | 14                                   | 14                                   |                                      |                                      | 23               | 14               | 35                  | 9                   |
| 2022  | AlphaTauri   | Yūki Tsunoda     | 8                                    | NW                                   | 15                                   | 7                                    | 12                                   | 10                                   | 17                                   | 13                                   | NU                                   | 14                                   | 17                                   | NU                                   | 19                                   | 13                                   | NU                                   | 14                                   | NU                                   | 13                                   | 10                                   | NU                                   | 17                                   | 11                                   |                                      |                                      | 12               | 17               | 35                  | 9                   |
| 2023  |              |                  | Bahrajn                              | Arabia Saudyjska                     | Australia                            | Azerbejdżan                          | Stany Zjednoczone                    | Monako                               | Hiszpania                            | Kanada                               | Austria                              | Wielka Brytania                      | Węgry                                | Belgia                               | Holandia                             | Włochy                               | Singapur                             | Japonia                              | Katar                                | Stany Zjednoczone                    | Meksyk                               |                                      | Stany Zjednoczone                    |                                      |                                      |                                      | Pkt.             | Msc.             | Pkt.                | Msc.                |
| 2023  | Red Bull     | Max Verstappen   | 1                                    | 2                                    | 1                                    | 2                                    | 1                                    | 1                                    | 1                                    | 1                                    | 1                                    | 1                                    | 1                                    | 1                                    | 1                                    | 1                                    | 5                                    | 1                                    | 1                                    | 1                                    | 1                                    | 1                                    | 1                                    | 1                                    |                                      |                                      | 575              | 1                | 860                 | 1                   |
| 2023  | Red Bull     | Sergio Pérez     | 2                                    | 1                                    | 5                                    | 1                                    | 2                                    | 16                                   | 4                                    | 6                                    | 3                                    | 6                                    | 3                                    | 2                                    | 4                                    | 2                                    | 8                                    | NU                                   | 10                                   | 4                                    | NU                                   | 4                                    | 3                                    | 4                                    |                                      |                                      | 285              | 2                | 860                 | 1                   |
| 2023  | AlphaTauri   | Nyck de Vries    | 14                                   | 14                                   | 15                                   | NU                                   | 18                                   | 12                                   | 14                                   | 18                                   | 17                                   | 17                                   | –                                    | –                                    | –                                    | –                                    | –                                    | –                                    | –                                    | –                                    | –                                    | –                                    | –                                    | –                                    |                                      |                                      | 0                | 22               | 25                  | 8                   |
| 2023  | AlphaTauri   | Daniel Ricciardo | –                                    | –                                    | –                                    | –                                    | –                                    | –                                    | –                                    | –                                    | –                                    | –                                    | 13                                   | 16                                   | WD                                   | –                                    | –                                    | –                                    | –                                    | 15                                   | 7                                    | 13                                   | 14                                   | 11                                   |                                      |                                      | 6                | 17               | 25                  | 8                   |
| 2023  | AlphaTauri   | Liam Lawson      | –                                    | –                                    | –                                    | –                                    | –                                    | –                                    | –                                    | –                                    | –                                    | –                                    | –                                    | –                                    | 13                                   | 11                                   | 9                                    | 11                                   | 17                                   | –                                    | –                                    | –                                    | –                                    | –                                    |                                      |                                      | 2                | 20               | 25                  | 8                   |
| 2023  | AlphaTauri   | Yūki Tsunoda     | 11                                   | 11                                   | 10                                   | 10                                   | 11                                   | 15                                   | 12                                   | 14                                   | 19                                   | 16                                   | 15                                   | 10                                   | 16                                   | NW                                   | NU                                   | 12                                   | 15                                   | 8                                    | 12                                   | 9                                    | 18                                   | 8                                    |                                      |                                      | 17               | 14               | 25                  | 8                   |
| 2024  |              |                  | Bahrajn                              | Arabia Saudyjska                     | Australia                            | Japonia                              |                                      | Stany Zjednoczone                    | Emilia-Romania                       | Monako                               | Kanada                               | Hiszpania                            | Austria                              | Wielka Brytania                      | Węgry                                | Belgia                               | Holandia                             | Włochy                               | Azerbejdżan                          | Singapur                             | Stany Zjednoczone                    | Meksyk                               |                                      | Stany Zjednoczone                    | Katar                                |                                      | Pkt.             | Msc.             | Pkt.                | Msc.                |
| 2024  | Red Bull     | Max Verstappen   | 1                                    | 1                                    | NU                                   | 1                                    | 1                                    | 2                                    | 1                                    | 6                                    | 1                                    | 1                                    | 5                                    | 2                                    | 5                                    | 4                                    | 2                                    | 6                                    | 5                                    | 2                                    | 3                                    | 6                                    | 1                                    | 5                                    | 1                                    | 6                                    | 437              | 1                | 589                 | 3                   |
| 2024  | Red Bull     | Sergio Pérez     | 2                                    | 2                                    | 5                                    | 2                                    | 3                                    | 4                                    | 8                                    | NU                                   | NU                                   | 8                                    | 7                                    | 17                                   | 7                                    | 7                                    | 6                                    | 8                                    | 17                                   | 10                                   | 7                                    | 17                                   | 11                                   | 10                                   | NU                                   | NU                                   | 152              | 8                | 589                 | 3                   |
| 2024  | RB           | Daniel Ricciardo | 13                                   | 16                                   | 12                                   | NU                                   | NU                                   | 15                                   | 13                                   | 12                                   | 8                                    | 15                                   | 9                                    | 13                                   | 12                                   | 10                                   | 12                                   | 13                                   | 13                                   | 18                                   | –                                    | –                                    | –                                    | –                                    | –                                    | –                                    | 12               | 17               | 46                  | 8                   |
| 2024  | RB           | Liam Lawson      | –                                    | –                                    | –                                    | –                                    | –                                    | –                                    | –                                    | –                                    | –                                    | –                                    | –                                    | –                                    | –                                    | –                                    | –                                    | –                                    | –                                    | –                                    | 9                                    | 16                                   | 9                                    | 16                                   | 14                                   | 17                                   | 4                | 21               | 46                  | 8                   |
| 2024  | RB           | Yūki Tsunoda     | 14                                   | 15                                   | 7                                    | 10                                   | NU                                   | 7                                    | 10                                   | 8                                    | 14                                   | 19                                   | 14                                   | 10                                   | 9                                    | 16                                   | 17                                   | NU                                   | NU                                   | 12                                   | 14                                   | NU                                   | 7                                    | 9                                    | 13                                   | 12                                   | 30               | 12               | 46                  | 8                   |
| 2025  |              |                  | Australia                            |                                      | Japonia                              | Bahrajn                              | Arabia Saudyjska                     | Stany Zjednoczone                    | Emilia-Romania                       | Monako                               | Hiszpania                            | Kanada                               | Austria                              | Wielka Brytania                      | Belgia                               | Węgry                                | Holandia                             | Włochy                               | Azerbejdżan                          | Singapur                             | Stany Zjednoczone                    | Meksyk                               |                                      | Stany Zjednoczone                    | Katar                                |                                      | Pkt.             | Msc.             | Pkt.                | Msc.                |
| 2025  | Red Bull     | Max Verstappen   | 2                                    | 4                                    | 1                                    | 6                                    | 2                                    | 4                                    | 1                                    | 4                                    | 10                                   | 2                                    | NU                                   | 5                                    | 4                                    | 9                                    |                                      |                                      |                                      |                                      |                                      |                                      |                                      |                                      |                                      |                                      | 187              | 3                | 194                 | 4                   |
| 2025  | Red Bull     | Liam Lawson      | NU                                   | 12                                   | –                                    | –                                    | –                                    | –                                    | –                                    | –                                    | –                                    | –                                    | –                                    | –                                    | –                                    | –                                    |                                      |                                      |                                      |                                      |                                      |                                      |                                      |                                      |                                      |                                      | 0 (20)           | 15               | 194                 | 4                   |
| 2025  | Red Bull     | Yūki Tsunoda     | –                                    | –                                    | 12                                   | 9                                    | NU                                   | 10                                   | 10                                   | 17                                   | 13                                   | 12                                   | 16                                   | 15                                   | 13                                   | 17                                   |                                      |                                      |                                      |                                      |                                      |                                      |                                      |                                      |                                      |                                      | 7 (10)           | 18               | 194                 | 4                   |
| 2025  | Racing Bulls | Isack Hadjar     | NW                                   | 11                                   | 8                                    | 13                                   | 10                                   | 11                                   | 9                                    | 6                                    | 7                                    | 16                                   | 12                                   | NU                                   | 20                                   | 11                                   |                                      |                                      |                                      |                                      |                                      |                                      |                                      |                                      |                                      |                                      | 22               | 13               | 45                  | 8                   |
| 2025  | Racing Bulls | Yūki Tsunoda     | 12                                   | 19                                   | –                                    | –                                    | –                                    | –                                    | –                                    | –                                    | –                                    | –                                    | –                                    | –                                    | –                                    | –                                    |                                      |                                      |                                      |                                      |                                      |                                      |                                      |                                      |                                      |                                      | 3 (10)           | 18               | 45                  | 8                   |
| 2025  | Racing Bulls | Liam Lawson      | –                                    | –                                    | 17                                   | 16                                   | 12                                   | NU                                   | 14                                   | 8                                    | 11                                   | NU                                   | 6                                    | NU                                   | 8                                    | 8                                    |                                      |                                      |                                      |                                      |                                      |                                      |                                      |                                      |                                      |                                      | 20               | 15               | 45                  | 8                   |